# My Genderless Boyfriend
My Genderless Boyfriend (jap. ジェンダーレス男子に愛されています Genderless Danshi ni Ai sarete imasu.) ist eine Manga-Serie von Tamekō, die in Japan von 2018 bis 2023 erschien. Die Geschichte handelt von einem Model für Mode im androgynen Genderless-Stil und dessen Freundin, die zugleich sein größter Fan ist.

## Inhalt
Die Redakteurin Wako Machida (町田 わこ) arbeitet bei einem Manga-Verlag, wo sie die Künstler für ein Magazin betreut. Ihr langjähriger Geliebter Meguru Sōma (相馬 めぐる) arbeitet nicht nur in einem Bekleidungsladen, sondern auch als Model für Mode im androgynen Genderless-Stil. Mit seiner makellos adrogynen Schönheit hat er sich eine große Anhängerschaft aufgebaut – vor allem in den sozialen Medien. Seine Beziehung zu Wako hält er daher lieber geheim. Und auch seine Freundin verheimlicht die Beziehung manchmal. Das und Megurus weiblich wirkendes Äußeres führt oft zu Verwechslungen und Missverständnissen: Eine Kollegin von Wako hält ihn für eine Frau und manche von Megurus Fans halten ihn für homosexuell. So glauben manche, Meguru sei mit seinem guten Freund Kira zusammen, der ebenfalls genderless-Model ist und eine coole, erhabene Schönheit ausstrahlt – im persönlichen Umgang aber sehr kompliziert ist. Trotz aller Widrigkeiten sind Wako und Meguru glücklich miteinander und so verliebt wie seit ihren Oberschultagen, als sie sich kennenlernten. Wako ist seitdem von der Schönheit und der süßen Erscheinung ihres Freundes begeistert, hat ihn auf seiner Model-Laufbahn gefördert und ist sein größter Fan. Sein Geschick mit Mode und Make-up lässt sie manchmal an ihrer eigenen Weiblichkeit zweifeln, woraufhin Meguru sie stets aufmuntert.
Um die Beliebtheit von Meguru weiter zu fördern, entschließt sich seine Agentur, ihn zusammen mit einem anderen Model zu vermarkten. Sasame Tachi (舘 ささめ) ist klein und niedlich, ebenso sein Stil als Model. Doch eigentlich ist er in die Branche gegangen, um seinem Idol nachzueifern: dem betont männlich-coolen Aki, der „Bro“, von der Gruppe Exaila. Seine Agentur befand aber das niedliche Image und genderless-Mode als passend für ihn und nun hat er nur widerstrebend das Angebot zur Zusammenarbeit mit Meguru angenommen – weil auch Aki Megurus und nun plötzlich auch Sasames Beiträge bei Twitter gefallen. Dennoch lässt er sich nur zögerlich ein, aber Meguru kann ihn mit seiner aufrichtigen Fröhlichkeit motivieren. Auch die Aussicht, dass Sasame so eines Tages mit seinem Idol zusammenarbeiten kann, spornt ihn an. Zusammen bilden sie das Duo „Unicorn Boys“ und sollen bald auch eine CD herausbringen. Von den beiden ist auch Kaoru Kondo begeistert, ein Mangaka, den Wako betreut. Er ist von den Unicorn Boys inspiriert, eine neue Serie über eben solche Jugendliche im genderless-Stil zu beginnen und wird von Wako begeistert unterstützt.
Nach dem Erfolg ihrer CD und erster Bühnenauftritte ergibt sich eine neue Chance für die Unicorn Boys und besonders Sasame: Eine Kollaboration mit Aki auf Youtube. Sasame ist sofort begeistert und schlägt allerlei coole Aktivitäten für die Kollaboration vor. Doch Meguru wird die Verantwortung dafür übertragen und er hat eine eigene Idee: Er verpasst beiden einen Image-Wandel, indem er Aki süß und niedlich schminkt und ausstattet und Sasame ein cooles Outfit verpasst. Dabei gesteht Sasames Idol ein, dass er auch lieber niedliche Outfits mag, aber sein cooles Image so von seiner Agentur entschieden wurde. Die gegenseitige Anerkennung der beiden wächst durch die Aktion nur noch und das Video wird ein voller Erfolg. Ebenso erfolgreich wird der Manga von Wakos Zeichner Kondo. Und so steht eine Verfilmung der Geschichte an – für die die Unicorn Boys als Schauspieler ausgewählt werden. Wako ist begeistert, muss sich aber bei ihren nun beruflichen Begegnungen mit ihrem Freund umso stärker zurückhalten, denn ihre Beziehung soll nicht auffliegen und damit seine Karriere gefährden.

## Veröffentlichung
Der Manga erschien zwischen Februar 2018 und März 2023 im Magazin Feel Young beim Verlag Shodensha. Dieser brachte die Kapitel auch gesammelt in insgesamt fünf Bänden heraus. Eine deutsche Übersetzung von Anne Klink erschien von April 2021 bis März 2024 vollständig beim Carlsen Verlag im Imprint Hayabusa. Seven Seas Entertainment veröffentlicht eine englische Fassung.
| Band | Japanisch        | Japanisch              | Deutsch          | Deutsch                |
| Band | Veröffentlichung | ISBN                   | Veröffentlichung | ISBN                   |
| ---- | ---------------- | ---------------------- | ---------------- | ---------------------- |
| 1    | 7. Dez. 2018     | ISBN 978-4-396-76752-5 | 23. März 2021    | ISBN 978-3-551-62036-1 |
| 2    | 8. Nov. 2019     | ISBN 978-4-396-76774-7 | 21. Juni 2021    | ISBN 978-3-551-62037-8 |
| 3    | 7. Nov. 2020     | ISBN 978-4-396-76810-2 | 28. Sep. 2021    | ISBN 978-3-551-62038-5 |
| 4    | 8. Nov. 2021     | ISBN 978-4-39676-843-0 | 2. Aug. 2022     | ISBN 978-3-551-62039-2 |
| 5    | 7. Juli 2023     | ISBN 978-4-39676-890-4 | 26. März 2024    | ISBN 978-3-551-62290-7 |

## Dorama
Eine Umsetzung als japanisches Drama entstand 2021 unter der Regie von Izuru Kumasaka, Hiroaki Yuasa und Takeshi Matsuura. Die Drehbücher schrieb Fumi Tsubota und die Musik komponierte Akihiro Manabe. Die Hauptrollen übernahmen Ai Yoshikawa (Wako Machida) und Rihito Itagaki (Meguru). Die zehn Folgen wurden vom 1. April bis 4. Juni 2021 von NTV und YTV in Japan ausgestrahlt.